# Tổng Bí thư
Tổng Bí thư (hay tên gọi tương đương là Bí thư thứ nhất) là chức vụ cao nhất trong Đảng Cộng sản (nếu như chức Chủ tịch đảng không còn nữa) tại một số quốc gia xã hội chủ nghĩa, là chức vụ lãnh đạo cao nhất trên thực tế (de facto) tại các quốc gia này, hiện còn các nước Việt Nam, Trung Quốc, Triều Tiên, Lào, Cuba. Đây là tên gọi tắt của:
- Tổng Bí thư Ban Chấp hành Trung ương Đảng Cộng sản Việt Nam (đương nhiệm là ông Tô Lâm)
  - Trong thời kỳ Hồ Chí Minh thì ông là Chủ tịch Đảng Cộng sản Việt Nam và chức chủ tịch đó là lớn nhất.
- Tổng Bí thư Đảng Cộng sản Trung Quốc (đương nhiệm là ông Tập Cận Bình)
  - Trong thời kỳ Mao Trạch Đông thì ông là Chủ tịch Đảng Cộng sản Trung Quốc và chức chủ tịch đó là lớn nhất.
  - Trong thời kỳ Đặng Tiểu Bình thì ông là Nhà lãnh đạo tối cao, hơn cả Tổng Bí thư.
- Tổng Bí thư Đảng Nhân dân Cách mạng Lào (đương nhiệm là ông Thongloun Sisoulith)
  - Trong thời kỳ Kaysone Phomvihane thì ông là Chủ tịch Đảng Nhân dân Cách mạng Lào và chức chủ tịch đó là lớn nhất.
- Tổng Bí thư Đảng Lao động Triều Tiên (đương nhiệm là ông Kim Jong-un)
  - Trong thời kỳ Kim Jong Il, là Tổng Bí thư, trong thời kỳ Kim Nhật Thành là Chủ tịch.
- Bí thư thứ nhất Đảng Cộng sản Cuba (đương nhiệm là ông Miguel Díaz-Canel)
  - Trong thời kỳ Fidel Castro thì ông là Chủ tịch Đảng Cộng sản Cuba và chức chủ tịch đó là lớn nhất.
- Tổng Bí thư Ban Chấp hành Trung ương Đảng Cộng sản Liên Xô (không còn, Tổng Bí thư cuối cùng là Mikhail Gorbachev) Trong thời kì Nikita Khruschev nắm quyền thì chức vụ đổi tên thành Bí thư thứ nhất.
- Tổng Bí thư Ủy ban Trung ương Đảng Thống nhất Xã hội chủ nghĩa Đức (Không còn, Tổng Bí thư cuối cùng là Egon Krenz)
  - Trong thời kì Wilhelm Pieck và Otto Grotewohl, Chủ Tịch Đảng là lớn nhất.